# Estádio Nacional de Brasília Mané Garrincha
O Estádio Nacional de Brasília Mané Garrincha, atualmente chamado de Arena BRB  Mané Garrincha devido a motivos de patrocínio e conhecido popularmente como Mané Garrincha, é um estádio de futebol e arena multiuso localizado em Brasília, no Distrito Federal. O estádio faz parte do Complexo Poliesportivo Ayrton Senna, que inclui também a Arena BRB Nilson Nelson, o Autódromo Internacional Nelson Piquet e outras instalações esportivas. 
Inaugurado em 1974, o estádio tinha a capacidade de acomodar 45 200 pessoas. Após a reforma de 2010-2013, iniciada para receber a Copa do Mundo FIFA de 2014, sua capacidade foi aumentada para 72.788 pessoas, tornando-se o segundo maior estádio do Brasil e um dos maiores da América, atrás do Maracanã (RJ). O estádio atualmente pertence à Agência de Desenvolvimento do Distrito Federal (Terracap). Inicialmente prevista para 31 de dezembro de 2012  e posteriormente para 21 de abril de 2013, a inauguração do novo estádio foi em 18 de maio de 2013.
Entre os eventos-teste após sua inauguração, o estádio foi palco da final do Campeonato Brasiliense de 2013, no dia 18 de maio (Brasiliense x Brasília) e em 26 de maio de 2013 Santos x Flamengo, válida pelo 1º Rodada do Campeonato Brasileiro (Brasileirão). Um dos argumentos usados para a reconstrução do estádio era que Brasília não contava com nenhum local apto a receber grandes eventos, que eram então realizados no canteiro central da Esplanada dos Ministérios ou no estacionamento do antigo estádio. O estádio é administrado por Arena BSB desde 2019, e o nome atual é resultado de um acordo de direitos de nome com o Banco de Brasília.

## História

### Construção

Dia da inauguração do Estádio Governador Hélio Prates da Silveira em 1974

Em 10 de março de 1974, as obras do estádio ainda estavam em andamento, porém os trabalhos foram interrompidos para a inauguração oficial do espaço, que envolveu uma partida de futebol em que o Corinthians derrotou o CEUB por 2 a 1. O primeiro gol no estádio foi marcado pelo jogador do Corinthians Vaguinho.

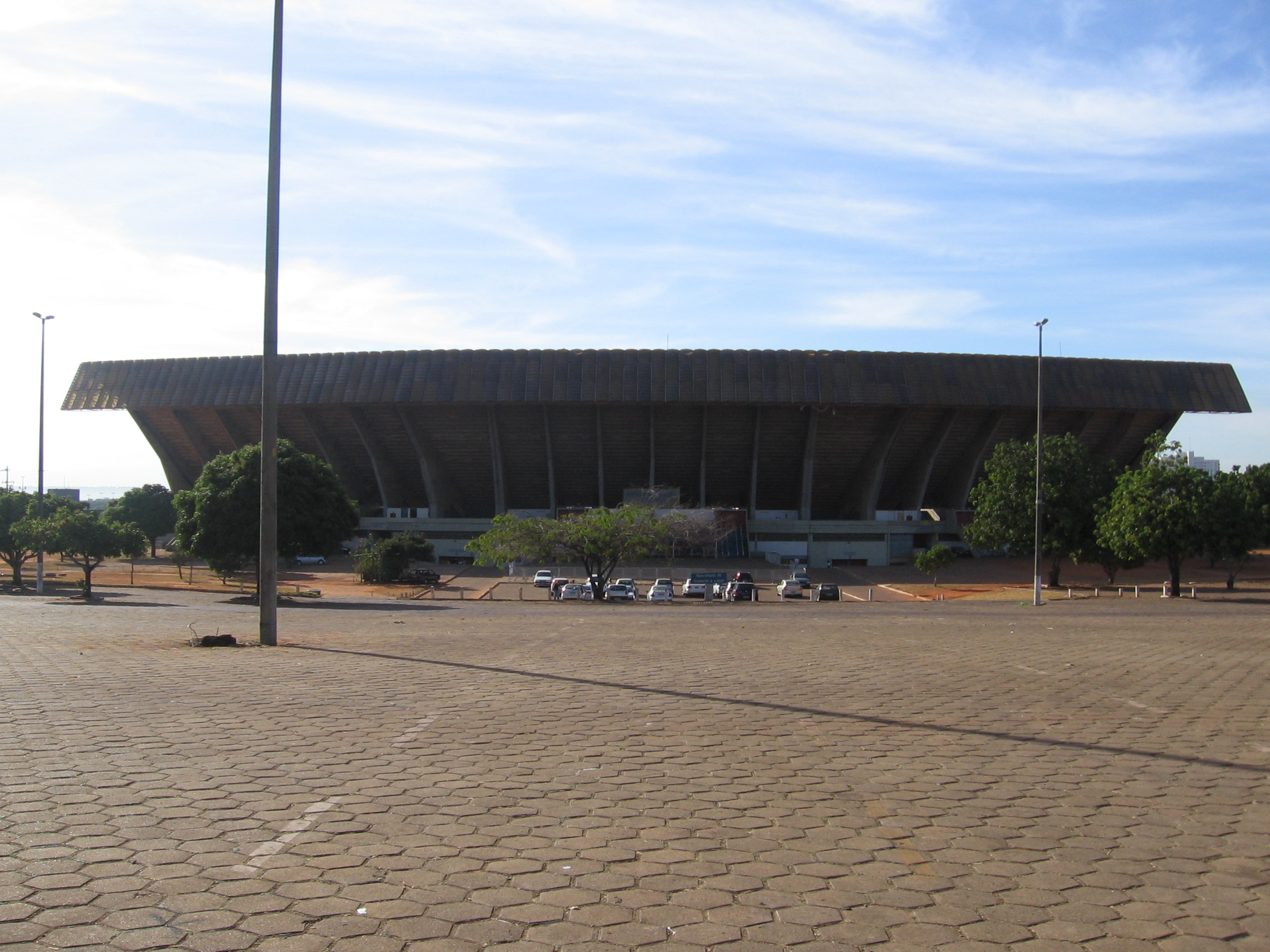
Antigo estádio Mané Garrincha

O recorde de público no estádio foi de 51 200 pessoas, num jogo que ocorreu a 20 de dezembro de 1998, quando Gama derrotou o Londrina por 3-0 na final da Série B de 1998, que deu ao Gama seu primeiro troféu nacional e consequente promoção para a Série A em 1999.
Inicialmente o estádio havia sido batizado de Estádio Governador Hélio Prates da Silveira, uma homenagem ao governante do DF à época, enquanto o complexo em que se encontrava era chamado de Complexo Poliesportivo Presidente Médici. Na data de sua inauguração, as arquibancadas inferiores estavam prontas, mas peças de ferro e madeira ainda começavam a dar forma à estrutura das tribunas e da arquibancada superior, concluídas mais tarde. Inicialmente, o estádio se tornou casa de praticamente todos os times do Distrito Federal, uma vez que a maioria ainda não tinha estádio próprio em suas respectivas cidades-satélites.[carece de fontes?]
Na década de 1980, surgiu a homenagem ao famoso jogador conhecido como anjo das pernas tortas e o espaço foi renomeado para Estádio Mané Garrincha. No fim da década de 1990 e início da década de 2000, o estádio viu o futebol da capital federal passar por seu melhor momento.
Antes da reconstrução, o estádio abrigava um complexo esportivo com vestiários, sala de fisioterapia, alojamento, restaurante e academias. Além de contar com uma escolinha de futebol, o estádio possuía ambiente, ainda, para a prática de outras modalidades, como judô, ginástica, capoeira e dança. Após a reconstrução, o estádio passou a contar, na parte interna, com 335 vagas de estacionamento para carros até o terceiro subsolo, além de auditório, posto policial, médico e de saúde, juizado de menores, cinema, centro de convenções e teatro.[carece de fontes?]
Externamente, são quase 100 mil m² de espaço para ônibus e estacionamento VIP com 222 vagas, além de oito mil vagas no estacionamento público. A imprensa tem 2 850 lugares. Ao todo são 74 camarotes, 1.112 salas VIP, 40 bares, 14 lanchonetes e dois grandes restaurantes internos.
Em 8 de dezembro de 2007, a final da primeira edição da Copa do Brasil de Futebol Feminino, vencida pelo Mato Grosso do Sul/Saad, ocorreu no Estádio Mané Garrincha.

### Reconstrução

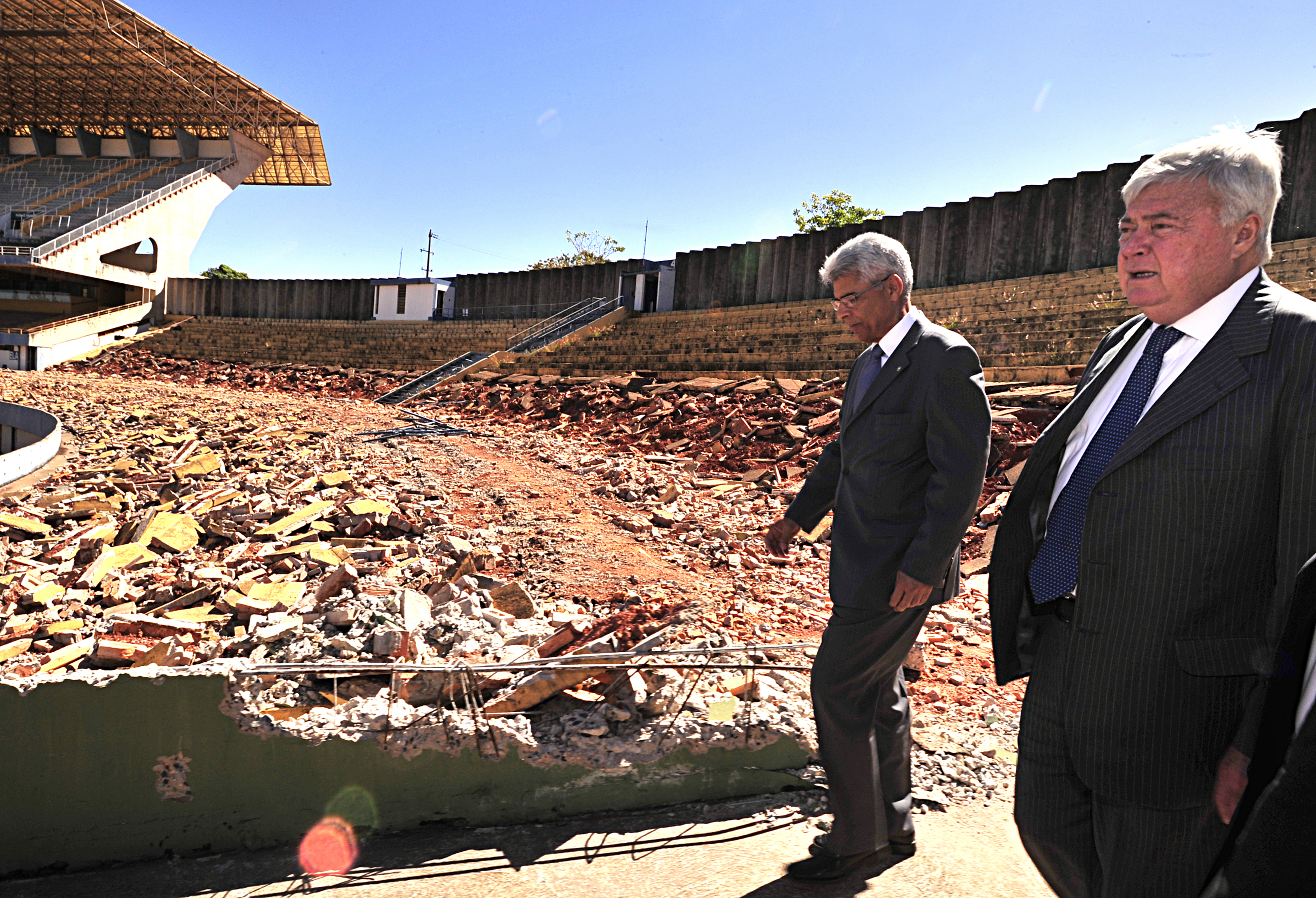
Ricardo Teixeira na cerimônia de lançamento da reforma

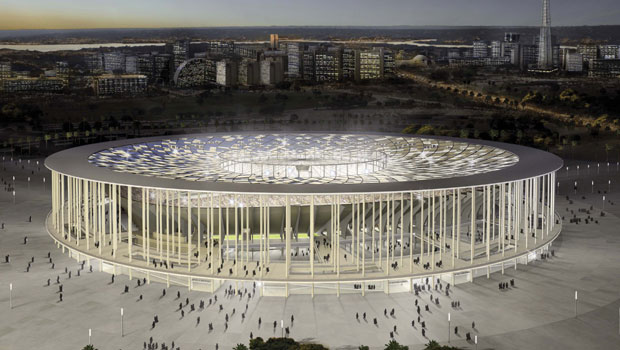
Segundo projeto apresentado à FIFA para a reforma do estádio

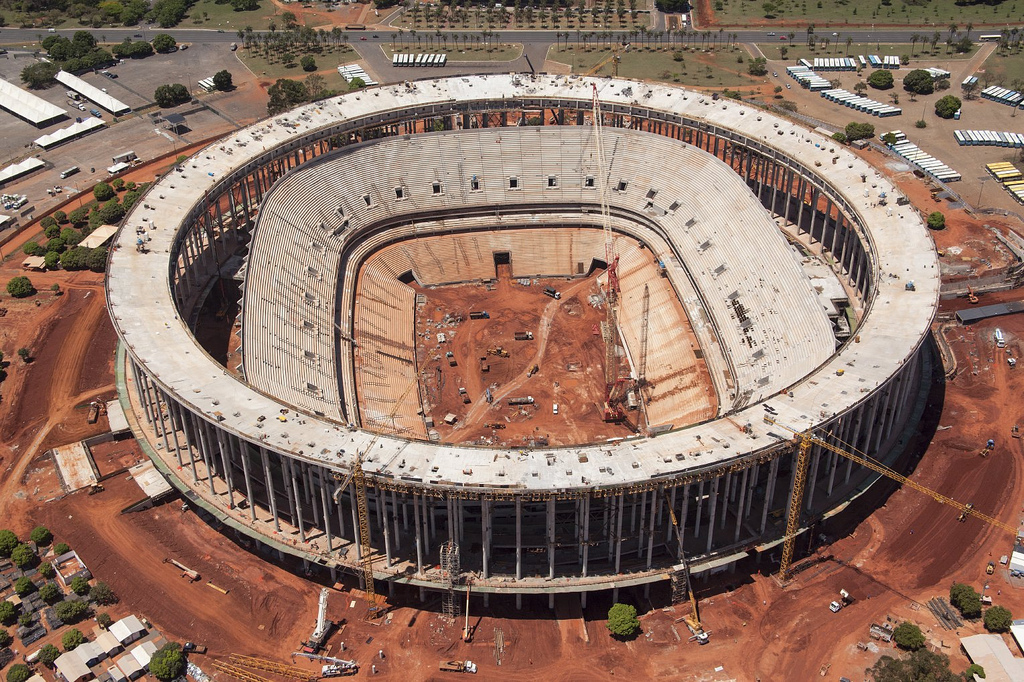
Obras de reconstrução

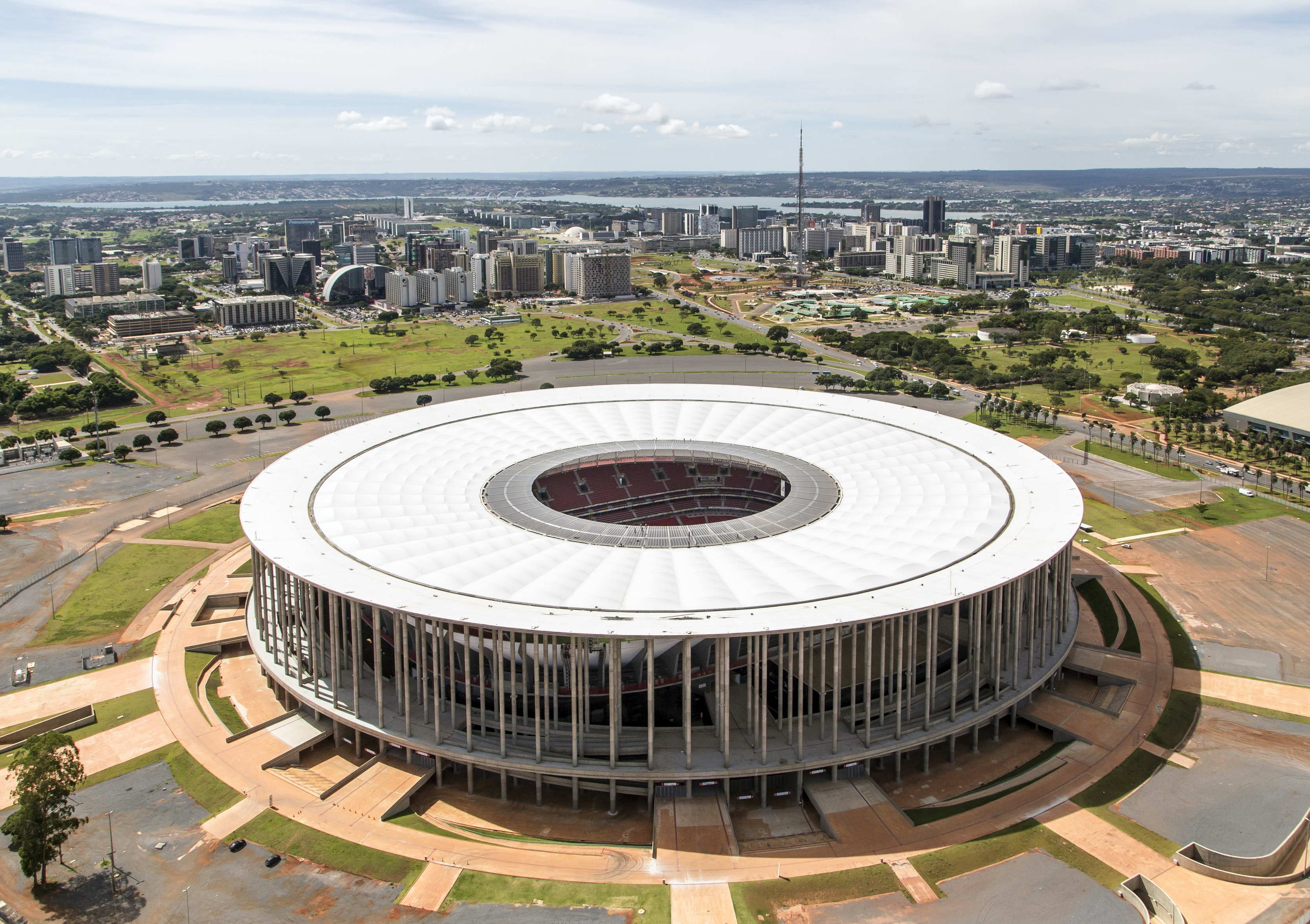
Fotografia aérea do estádio

Em 2009, após o Brasil já ser escolhido como sede da Copa do Mundo da FIFA de 2014, a próxima etapa seria a escolha das cidades-sede. Para ser escolhida, a cidade deve seguir uma série de exigências da FIFA em diversos setores, como acomodação, transporte e, principalmente, possuir um estádio que atenda aos requisitos da mesma. O governo do Distrito Federal elaborou um projeto de reforma do maior e principal estádio da cidade, o Estádio Mané Garrincha, e o apresentou à FIFA.
Após ser aprovada em todos os requisitos, bem como o projeto ser aceito, Brasília foi escolhida como cidade-sede da Copa, juntamente com outras onze cidades.
No mesmo ano, iniciam-se as obras do estádio, bem como a alteração de seu nome para Estádio Nacional de Brasília. Porém, após pressão popular, o nome é novamente alterado para Estádio Nacional de Brasília Mané Garrincha, voltando-se a homenagear o jogador.
O custo da obra, totalmente arcada com recursos financeiros do próprio Distrito Federal e inicialmente orçada em R$ 697 milhões, chegou a um total de R$ 1,5 bilhões em maio de 2013, segundo dados da Terracap, tornando-o o estádio mais caro do país.
Em 18 de maio de 2013, após 1027 dias de obras, repetindo o ocorrido na primeira inauguração do estádio, os trabalhos foram interrompidos para que ocorresse a reinauguração oficial do espaço. As obras estavam a 97% de execução, faltando retoques finais e obras do entorno do estádio. Pela manhã, a presidente Dilma Rousseff, acompanhada do governador do Distrito Federal Agnelo Queiroz e com a presença de autoridades locais e nacionais deu o chute inicial no campo da arena, gesto simbólico repetido na inauguração de todos os estádios que foram utilizados na Copa do Mundo FIFA 2014.
Ainda no dia 18 de maio, à tarde, ocorreu a final do Campeonato Brasiliense de Futebol 2013, o "Candangão", disputado entre Brasília e Brasiliense, resultando na vitória deste por 3 a 0. O primeiro gol marcado no jogo foi de autoria do jogador Bocão, do Brasiliense. Cerca de 20 000 torcedores estiveram presentes, o correspondente a 30% da capacidade total do estádio, valor estipulado em recomendação da FIFA para o primeiro evento-teste. A cantora Elza Soares, que tinha sido esposa do jogador Mané Garrincha, cantou o hino nacional.
Ainda em 2013, jogaram Santos x Flamengo pelo Campeonato Brasileiro de 2013. O jogo contou com um público de 63 501 pagantes, quebrando o recorde anterior do estádio, de 51 200 pessoas pela partida entre Gama e Londrina em 1998.
Em 21 de abril de 2014, no aniversário de Brasília, o estádio recebeu a decisão de mais um campeonato, para um público de 54.701 pessoas. O Brasília venceu o Paysandu nos pênaltis por 7x6 e conquistou a primeira Copa Verde.
O Estádio Nacional de Brasília Mané Garrincha sediou em junho de 2013 a abertura da Copa das Confederações da FIFA Brasil 2013, além de sete partidas da Copa do Mundo da FIFA Brasil 2014  e partidas preliminares de futebol dos Jogos da XXXI Olimpíada de Verão Rio 2016.
Em 16 de fevereiro de 2020 o Mané Garrincha recebeu a Supercopa do Brasil, torneio que retornou após 28 anos. Foi disputado em jogo único entre o campeão do Campeonato Brasileiro, o Flamengo, e o campeão da Copa do Brasil, o Athetico Paranaense. O Flamengo se sagrou campeão por 3 a 0 diante de 48 009 torcedores.
Em 16 de dezembro de 2021, o Banco de Brasília adquiriu os naming rights do estádio por 3 anos (2022 - 2025), prorrogável por mais 3 anos, com o estádio passando a se chamar Arena BRB Mané Garrincha.

## Espaço Arena Lounge
É um espaço a parte do estádio com área de 16 726 m² e capacidade de até 12 mil pessoas, utilizado também para área de shows, mas poucos artistas utilizam a capacidade de 10 mil ou mais pessoas, o Festival Porão do Rock acontece no local.